# Popovice (district de Brno-Campagne)
Pour les articles homonymes, voir Popovice.
Popovice (en allemand : Popowitz) est une commune du district de Brno-Campagne, dans la région de Moravie-du-Sud, en République tchèque. Sa population s'élevait à 356 habitants en 2020.

## Géographie
Popovice se trouve à 3 km au nord-nord-est de Rajhrad, à 10 km au sud de Brno et à 191 km au sud-est de Prague.
La commune est limitée par Modřice au nord, par Rebešovice à l'est, par Rajhrad au sud et au sud-ouest, et par Želešice à l'ouest.

## Histoire
La première mention écrite de la localité date de 1048.